# IC 916
IC 916 — галактика типу C (компактна галактика) у сузір'ї Волопас.
Цей об'єкт міститься в оригінальній редакції індексного каталогу.